# 한국외국인학교
한국외국인학교(Korea International School)는 서울특별시 강남구 및 경기도 성남시에 위치한 외국인학교이다. 학생들에게 교육에 대한 열정을 높이고, 국제 사회에서 성공에 필요한 능력과 자신감, 독창성, 창의성을 배양하는 것을 목적으로 하고 있다.

## 위치
경기도 성남시 분당구에 위치한 판교캠퍼스와 서울시 강남구 개포동에 위치한 서울캠퍼스가 있다. 두 캠퍼스는 외국인학교이다. 분교로 제주도에 한국국제학교 제주캠퍼스(Korea International School, Jeju Campus)라는 이름으로 초등학교 1학년부터 고등학교까지의 과정을 제공하는 국내의 내국인입학 가능 국제학교가 있다. 유치원부터 고등학교까지의 과정이 편성되어있다.

## 연혁
- 1999년 2월 27일 : 개교

## 같이 보기
- 한국켄트외국인학교
- 한국국제학교 제주캠퍼스